# Takashi Hirano
Takashi Hirano (jap. 平野孝 Hirano Takashi; ur. 15 lipca 1974 w Shizuoce) – japoński piłkarz, reprezentant kraju.

## Kariera klubowa
Hirano urodził się w Shizuoce na wyspie Honsiu. Profesjonalną karierę rozpoczął w 1993 w zespole Nagoya Grampus Eight. W barwach tej drużyny dwukrotnie zdobył Puchar Japonii w latach 1995 i 1999 oraz Superpuchar Japonii w roku 1996. Przez 8 lat gry dla drużyny Nagoi zagrał w 223 spotkaniach, w których zdobył 43 bramki. Rundę jesienną sezonu 2000 rozegrał w barwach Kyoto Purple Sanga. W sezonach 2001 i 2002 był piłkarzem drużyn Júbilo Iwata i Vissel Kobe.
Od 2003 roku grał w zespole ze stolicy Japonii Tokyo Verdy. Przez 3 sezony spędzone w tym klubie zagrał w 80 spotkaniach, w których strzelił 8 bramek. Rok 2006 spędził w najwyższej klasie rozgrywkowej Japonii jako zawodnik Yokohama F. Marinos. Kolejny sezon rozegrał w Omiya Ardija, w której zagrał tylko w 3 spotkaniach, raz wpisując się na listę strzelców. W 2008, po 16 latach gry w ojczyźnie, przeniósł się do Kanady, do zespołu Vancouver Whitecaps. Już w pierwszym sezonie w barwach drużyny z Vancouver zdobył mistrzostwo USL First Division. Po 3 latach gry w Kanadzie, w styczniu 2011 zakończył karierę piłkarską.
| Sezon | Klub                 | Kraj    | Rozgrywki          | Mecze | Bramki |
| ----- | -------------------- | ------- | ------------------ | ----- | ------ |
| 1993  | Nagoya Grampus Eight | Japonia | J1 League          | 19    | 4      |
| 1994  | Nagoya Grampus Eight | Japonia | J1 League          | 36    | 4      |
| 1995  | Nagoya Grampus Eight | Japonia | J1 League          | 50    | 9      |
| 1996  | Nagoya Grampus Eight | Japonia | J1 League          | 29    | 7      |
| 1997  | Nagoya Grampus Eight | Japonia | J1 League          | 21    | 4      |
| 1998  | Nagoya Grampus Eight | Japonia | J1 League          | 30    | 8      |
| 1999  | Nagoya Grampus Eight | Japonia | J1 League          | 28    | 7      |
| 2000  | Nagoya Grampus Eight | Japonia | J1 League          | 9     | 0      |
| 2000  | Kyoto Purple Sanga   | Japonia | J1 League          | 7     | 1      |
| 2001  | Júbilo Iwata         | Japonia | J1 League          | 3     | 0      |
| 2002  | Vissel Kobe          | Japonia | J1 League          | 28    | 1      |
| 2003  | Tokyo Verdy          | Japonia | J1 League          | 25    | 4      |
| 2004  | Tokyo Verdy          | Japonia | J1 League          | 28    | 4      |
| 2005  | Tokyo Verdy          | Japonia | J1 League          | 27    | 0      |
| 2006  | Yokohama F. Marinos  | Japonia | J1 League          | 9     | 0      |
| 2007  | Omiya Ardija         | Japonia | J1 League          | 3     | 1      |
| 2008  | Vancouver Whitecaps  | Kanada  | USL First Division | 22    | 1      |
| 2009  | Vancouver Whitecaps  | Kanada  | USL First Division | 28    | 0      |
| 2010  | Vancouver Whitecaps  | Kanada  | USSF Division 2    | 15    | 0      |

## Kariera reprezentacyjna
Karierę reprezentacyjną rozpoczął 8 czerwca 1997 w meczu przeciwko reprezentacji Chorwacji, wygranym 4:3, w którym zdobył bramkę. Został powołany na turniej finałowy Mistrzostw Świata 1998, na którym zagrał w dwóch meczach grupowych z Argentyną i Jamajką. 
Po raz ostatni w reprezentacji zagrał 20 lutego 2000 w meczu przeciwko Makau, wygranym 3:0. Łącznie Takashi Hirano w latach 1997–2000 wystąpił w 15 spotkaniach, w których strzelił 4 bramki.
| Mecze i gole w reprezentacji | Mecze i gole w reprezentacji | Mecze i gole w reprezentacji | Mecze i gole w reprezentacji | Mecze i gole w reprezentacji | Mecze i gole w reprezentacji | Mecze i gole w reprezentacji |
| #                            | Data                         | Miasto                       | Przeciwnik                   | Gol                          | Wynik                        | Rozgrywki                    |
| ---------------------------- | ---------------------------- | ---------------------------- | ---------------------------- | ---------------------------- | ---------------------------- | ---------------------------- |
| 1.                           | 08.06.1997                   | Tokio                        | Chorwacja                    | Gol                          | 4:3                          | towarzyski                   |
| 2.                           | 22.06.1997                   | Tokio                        | Makau                        |                              | 10:0                         | El. MŚ 1998                  |
| 3.                           | 28.06.1997                   | Tokio                        | Oman                         |                              | 1:1                          | El. MŚ 1998                  |
| 4.                           | 13.08.1997                   | Osaka                        | Brazylia                     |                              | 0:3                          | towarzyski                   |
| 5.                           | 01.11.1997                   | Seul                         | Korea Południowa             |                              | 2:0                          | El. MŚ 1998                  |
| 6.                           | 15.02.1998                   | Adelajda                     | Australia                    | Gol · Gol                    | 3:0                          | towarzyski                   |
| 7.                           | 01.03.1998                   | Jokohama                     | Korea Południowa             |                              | 2:1                          | towarzyski                   |
| 8.                           | 01.04.1998                   | Seul                         | Korea Południowa             |                              | 1:2                          | towarzyski                   |
| 9.                           | 17.05.1998                   | Tokio                        | Paragwaj                     |                              | 1:1                          | towarzyski                   |
| 10.                          | 03.06.1998                   | Lozanna                      | Jugosławia                   |                              | 0:1                          | towarzyski                   |
| 11.                          | 14.06.1998                   | Tuluza                       | Argentyna                    |                              | 0:1                          | MŚ 1998                      |
| 12.                          | 26.06.1998                   | Lyon                         | Jamajka                      |                              | 1:2                          | MŚ 1998                      |
| 13.                          | 05.02.2000                   | Hongkong                     | Meksyk                       |                              | 0:1                          | towarzyski                   |
| 14.                          | 16.02.2000                   | Makau                        | Brunei                       | Gol                          | 9:0                          | El. Pucharu Azji 2000        |
| 15.                          | 20.02.2000                   | Makau                        | Makau                        |                              | 3:0                          | El. Pucharu Azji 2000        |

### Statystyki
| Reprezentacja Japonii | Reprezentacja Japonii | Reprezentacja Japonii |
| Rok                   | Mecze                 | Gole                  |
| --------------------- | --------------------- | --------------------- |
| 1997                  | 5                     | 1                     |
| 1998                  | 7                     | 2                     |
| 1999                  | 0                     | 0                     |
| 2000                  | 3                     | 1                     |
| Razem                 | 15                    | 4                     |

## Sukcesy
Nagoya Grampus Eight
- Puchar Japonii (2) : 1995, 1999
- Superpuchar Japonii (1) : 1996

Tokyo Verdy
- Puchar Japonii (1) : 2004
- Superpuchar Japonii (1) : 2005

Vancouver Whitecaps
- Mistrzostwo USL First Division (1) : 2008